# Plaines du Mirebalais et du Neuvillois
Les plaines du Mirebalais et du Neuvillois sont deux sites classés en zones naturelles d'intérêt écologique, faunistique et floristique situées dans le département de la Vienne, en Nouvelle-Aquitaine de 37 430 ha.

## Localisation
La plaine du Mirebalais et celle du Neuvillois couvrent près de 40 000 hectares. Elle couvre partiellement ou en totalité le territoire de 43 communes (Amberre, Angliers, Aulnay, Avanton, Ayron, Blaslay, Chabournay, Chalandray, Champigny-le-Sec, Charrais, Chasseneuil-du-Poitou, La Chaussée, Cherves, Chiré-en-Montreuil, Chouppes, Cissé, Coussay, Craon, Cuhon, Frozes, La Grimaudière, Guesnes, Jaunay-Clan, Maillé, Maisonneuve, Martaizé, Massognes, Mazeuil, Migné-Auxances, Mirebeau, Moncontour, Neuville-de-Poitou, Le Rochereau, Saint-Clair, Saint-Jean-de-Sauves, Varennes, Vendeuvre-du-Poitou, Verrue, Villiers, Vouillé, Vouzailles, Yversay et Doux qui est la seule commune à être situées dans le département des Deux-Sèvres).

## Géologie et relief
La plaine occupe la quasi-totalité d’une bande de calcaires jurassiques qui s’étend au Nord-Ouest de Poitiers, entre Migné-Auxances et Moncontour. Cette zone classée est contigüe de la plaine d’Oiron-Thénezay qui fait, aussi, l’objet d’un classement. Le paysage est marqué par de vastes espaces ouverts. Le relief est peu prononcé. Les grandes cultures intensives de céréales, de maïs, de tournesol, de colza et de légumineuses dominent largement. Toutefois quelques cultures maraîchères, le vignoble du Haut-Poitou et quelques prairies très localisées subsistent de ci, de là.

## Le climat
Le climat est océanique avec des étés tempérés.
D’une manière générale, le temps est assez sec et chaud pendant l’été, moyennement pluvieux en automne et en hiver avec des froids peu rigoureux.
La température moyenne est de 11 °C. Juillet est le mois le plus chaud (maximale absolue 40,8 °C en 1947). Janvier est le mois le plus froid (minimale absolue – 17,9 °C en 1985). 9 °C à peine sépare les moyennes minimales des moyennes maximales (cette séparation est de 6 °C en hiver et de 11 °C en été). L’amplitude thermique est de 15 °C.
Le climat de la plaine est caractérisé par un ensoleillement important et une pluviosité assez faible (moins de 600 mm annuels dans certains secteurs).

## Écologie et biodiversité
Ces caractéristiques climatiques et géologiques ont permis l’installation d’une avifaune que l’on trouve normalement en pays méditerranées et qui vit originellement dans des steppes arides. Cette avifaune s’est adaptée aux milieux culturaux créés par l’homme. Paradoxalement, sa survie dépend dorénavant de l’agriculture.
Quelques pelouses calcicoles sèches et des bosquets de chênaie pubescente abritent encore, malgré leur caractère très résiduel, des plantes à affinités méridionales.

### La faune avicole
Les 30 espèces d’oiseaux rares ou menacés recensés sur le site se concentrent sur trois habitats principaux : les grandes cultures et les prairies, les vignes et les vergers, les carrières et les pelouses sèches.
On peut, ainsi, encore observer :
- L’Alouette calandrelle (espèce protégée dans toute la France) ; elle est très localisée, principalement autour de Neuville-de-Poitou dont elle apprécie les parcelles sèches avec une végétation clairsemée tel un semis de tournesol. C’est aujourd’hui la seule population connue dans la région Poitou-Charentes. Elle niche au pied d’une touffe d’herbe ou d’un gros caillou et se nourrit d’insectes capturés au sol ou sur des plantes basses, parfois même en volant sur place ;
- L’Autour des palombes ;
- La Bergeronnette printanière ;
- La Bondrée apivore (espèce protégée dans toute la France). Elle n’utilise la plaine que pour s’alimenter (majoritairement de larves de guêpes et d’abeilles). Elle niche dans les bois périphériques (forêt d’Autun, de Vouillé, de Scevolles…) ;
- Le Bouvreuil pivoine ;
- Le Bruant ortolan dont une population importante a trouvé refuge dans les vignes. C’est une espèce en fort déclin en Europe. Dans toute la moitié Nord de la France, on ne compte que 60 à 70 couples. Cette espèce fait l’objet d’une protection sur tout le territoire français ;
- Le Busard cendré (espèce protégée dans toute la France) ; les busards sont des rapaces typiques des milieux ouverts (landes, steppes, marécages). Ils nichent aujourd’hui principalement dans les céréales à la suite de la réduction de leurs habitats naturels. Leurs effectifs sont étroitement liés aux fluctuations d’abondance des campagnols des champs qui constituent l’essentiel de leur alimentation et en font d’utiles auxiliaires de l’agriculture. Le busard cendré utilise les céréales à paille pour installer son nid. Son territoire de chasse recouvre la plaine et ses abords : il y recherche gros insectes et campagnols ;
- Le Busard des roseaux (espèce protégée dans toute la France) ; il se reproduit dans la plaine sporadiquement ;
- Le Busard Saint-Martin (espèce protégée dans toute la France) ; il niche globalement dans l’ensemble du site, essentiellement dans les céréales à aille, exceptionnellement dans le colza. La plaine constitue également un territoire de chasse privilégié ;
- La Chevêche d'Athéna ;
- Le Circaète Jean-le-Blanc (espèce protégée dans toute la France) ;
- Le Faucon émerillon (espèce protégée dans toute la France) ; c’est une espèce migratrice qui vient régulièrement hiverner dans la plaine de septembre à avril ;
- Le Faucon hobereau (10 à 30 couples répertoriées) ;
- La Grue cendrée (espèce protégée dans toute la France) ;
- Le Hibou des marais (espèce protégée dans toute la France) ;
- Le Petit-duc scops ;
- La Huppe fasciée ;
- La Locustelle tachetée ;
- Le Martin-pêcheur (espèce protégée dans toute la France) ;
- Le Milan noir (espèce protégée dans toute la France) ;
- L’œdicnème criard (espèce protégée dans toute la France) ; il occupe l’ensemble de la plaine pour se reproduire, pour nicher, dans des zones de terre nue, souvent pierreuses ou avec une maigre végétation rase, sur sol sec. Il pond à même le sol, souvent dans un semis de tournesol ou entre deux rangs de vigne. C’est un gros consommateur d’insectes, d’escargots et de limaces. À l’automne, les familles se rassemblent en des lieux réutilisés année après année. Les groupes atteignent parfois 300 individus avant leur départ en migration vers le sud, Espagne ou Afrique. Quelques oiseaux hivernent sur place ;
- L’Outarde canepetière : c’est une espèce très menacée qui fait l’objet d’une protection tant au niveau national qu’européen. 100 mâles chanteurs ont été recensés sur le site en 2000, soit 75 % des effectifs départementaux et 8 % de la population française totale. L’outarde est une espèce migratrice présente dans les plaines poitevines entre avril et octobre. C’est une espèce d’origine steppique qui a su s’adapter aux plaines ouvertes où l’activité agricole principale est de type polyculture-élevage. Pour leur parade, les mâles utilisent les parcelles à végétation basse et peu dense alors que les parcelles de luzerne sont activement recherchées en période de reproduction pour leurs ressources en insectes. Toutefois, le développement d’une agriculture modernisée ces dernières années est responsable du déclin dramatique de l’outarde. En effet, l’utilisation systématique des tracteurs détruit les nichées situées au sol ; l’utilisation d’insecticides provoque une diminution importante voire la disparition des insectes, nourriture principale de ces oiseaux, l’augmentation de la taille des parcelles et le recours croissant au maïs irrigué ont modifié considérablement en peu d’année le biotope de ces oiseaux ;
- Le Petit gravelot ;
- La Pie-grièche ;
- Le Pipit rousseline (qui est protégé en France) et le Traquet motteux sont deux passereaux qui habitent les carrières abandonnées ;
- Le Pluvier doré. C’est une espèce migratrice qui vient régulièrement hiverner dans la plaine de septembre à avril. Ses effectifs varient fortement selon les rigueurs de l’hiver au nord de la France et de l’Europe. Les gros coups de froid locaux les poussent encore plus à l’ouest ou au sud ;
- Le Pouillot siffleur ;
- Le Rougequeue à front blanc ;
- Le Traquet motteux ;
- Le Vanneau huppé.

Aucune espèce ne se trouve en bon état de conservation dans la zone. Ce mauvais état est particulièrement marqué pour l’outarde. Cette dernière a en effet subit depuis 1980 un effondrement des effectifs de la population située dans le Grand Ouest de la France de 95 % tandis que la population continentale est quasiment éteinte.
Par ailleurs, les plaines du Mirebalais et du Neuvillois accueillent un insecte protégé : l’Ascalaphe ambré.

### La flore
L’intérêt botanique des plaines du Mirebelais et du Neuvillois se limite aux pelouses calcicoles et aux lisières des chênaies pubescentes. Ces milieux résiduels hébergent encore des plantes qui sont de nos jours devenues rares et sont, de plus, souvent menacées de disparition. La plupart sont d’origine méridionale. Le promeneur peut ainsi, découvrir :
- L’Aspérule glauque ;
- L’Astragale de Montpellier ;
- Le Bugle de Genève ;
- La Bugrane naine ;
- La Caucalis à feuilles de Carotte ;
- Le Centaurée de Trionfetti : on ne retrouve cette plante que dans un seul autre site en région Poitou-Charentes, à savoir dans le bois de la Bardonnière situé sur la commune d’Avanton ;
- La Diplotaxis des murailles ;
- L’Églantier couleur de rouille ;
- L’Euphraise de Jaubert ;
- Le Géranium tubéreux qui est une plante méditerranéenne anciennement introduite par les Romains ;
- La Germandrée botryde ;
- le Gesse à fruits sphériques ;
- La Gymnadénie odorante ;
- L’Hélianthème à feuilles de saule ;
- L’Hutchinsie des rochers ;
- Le Lin à feuilles de soude ;
- La Mélique ciliée ;
- Le Micrope dressé ;
- Le Miroir de Vénus ;
- La Moenchie dressée ;
- L’Ophrys sillonné ;
- L’Orchis grenouille ;
- L’Orpin à pétales droits ;
- L’Orpin rougeâtre ;
- La Passerine annuelle ;
- Le Pastel des teinturiers ;
- La Silène à oreilettes ;
- La Trinia glauque.